# Jacques Mrozek
Pour les articles homonymes, voir Mrozek.
Jacques Mrozek (né le 11 mai 1950 à Paris) est un patineur artistique et entraîneur français. Il est champion de France 1973 et participe aux deux olympiades de 1968 à Grenoble et 1972 à Sapporo.

## Biographie

### Carrière sportive
Jacques Mrozek chausse ses premiers patins dès l'âge de 2 ans. En effet, ses parents sont entraîneurs et chorégraphes de patinage artistique et de danse sur glace à la Patinoire Saint-Didier à Paris. Très vite il commence ses premières compétitions à 7 ans, et assiste aux championnats du monde de 1958 organisés au vélodrome d'hiver à Paris, qui lui donnera la vocation de poursuivre dans ce sport. À 10 ans, il commence l'entraînement intensif auprès de ses parents, en poursuivant sa scolarité par correspondance.
Durant sa carrière chez les seniors, il monte cinq fois sur le podium des championnats de France, dont une fois sur la plus haute marche en 1973 à Strasbourg. Les années précédentes, il a toujours été devancé par Patrick Péra et Philippe Pélissier.
Sur le plan international, il participe à douze grandes compétitions internationales (5 championnats d'Europe, 5 championnats du monde et 2 olympiades). Ses meilleurs classements sont réalisés en 1973 avec une 8e place européenne à Cologne et une 9e place mondiale à Bratislava. Pour ses deux participations olympiques, il se classe 20e en 1968 et 14e en 1972.
Il quitte le patinage amateur en 1973 après les championnats du monde.

### Reconversion
Il poursuit une carrière professionnelle dans le patinage artistique en patinant pour des spectacles (de 1974 à 1980) et en devenant entraîneur (depuis 1974).
Pour les spectacles, il patine d'abord pour Ice Follies au Royaume-Uni en 1974 et au sein de la troupe Holiday on Ice de 1974 à 1980. Il participe également aux championnats du monde professionnels de 1976 à Jaca où il se classe 5e.
En tant qu'entraîneur, il officie dans différents pays du monde (Belgique, Allemagne, Pays-Bas, France, Suisse, Canada, États-Unis).
En février 2020, Il est accusé de viol et d'agressions sexuelles par une de ses élèves mineures au moment des faits, il n'est pas poursuivi les faits étant prescrits.

## Palmarès
| Compétitions principales | 1968 | 1969 | 1970 | 1971 | 1972 | 1973 |
| Jeux olympiques d'hiver  | 20e  |      |      |      | 14e  |      |
| Championnats du monde    |      | 14e  | 15e  | 13e  | 11e  | 9e   |
| Championnats d’Europe    | 16e  | 10e  | 11e  | 9e   |      | 8e   |
| Championnats de France   | 3e   | 3e   | 2e   | 2e   | F    | 1er  |
| Légende : F = Forfait    |      |      |      |      |      |      |